# Limonia acidissima
Limonia acidissima, auch Indischer Holzapfel oder Elefantenapfel genannt, ist die einzige Art der monotypischen Pflanzengattung Limonia innerhalb der Familie der Rautengewächse (Rutaceae). Sie ist in den trockenen Ebenen auf dem Indischen Subkontinent: Bangladesch, Indien, Pakistan, Sri Lanka und im westlichen Himalaya sowie von Südostasien bis nach Java verbreitet. Die Früchte werden als Obst verwendet.

## Beschreibung

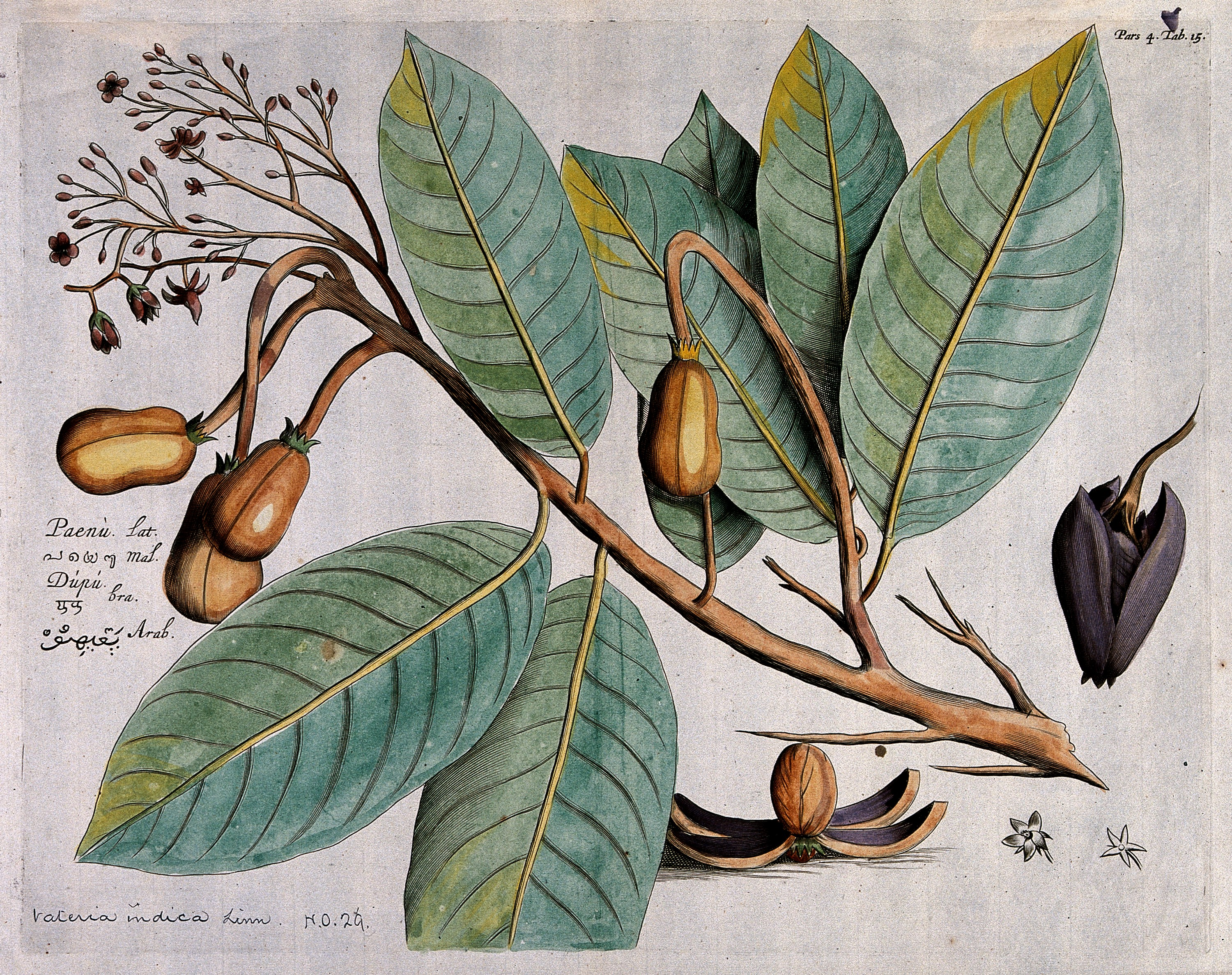
Kolorierter Kupferstich aus dem vierten Band des Hortus Malabaricus (Tafel 15) von 1683

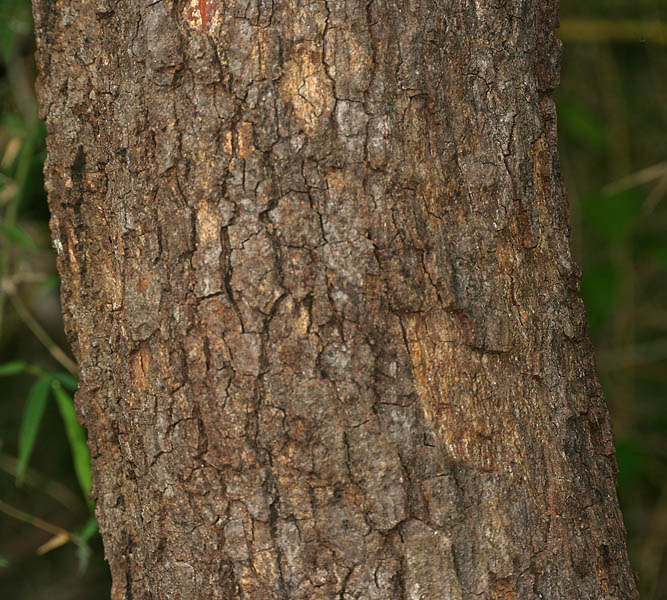
Borke

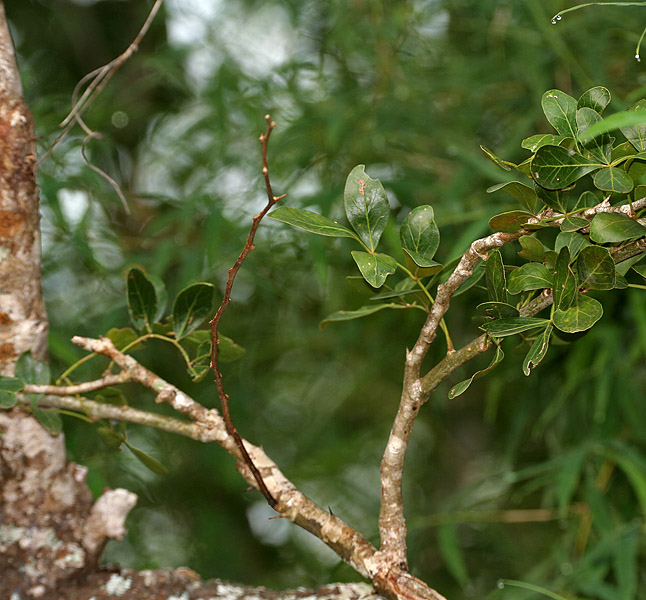
Zweig mit Laubblättern

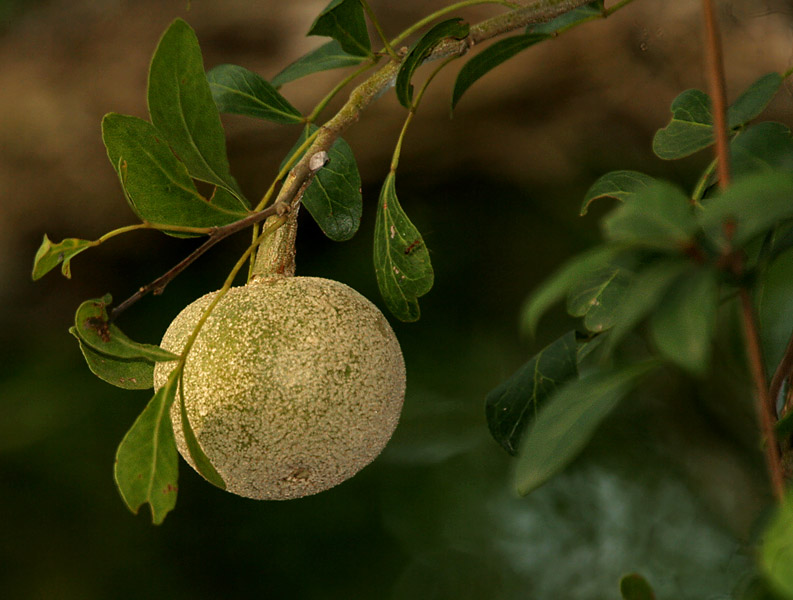
Frucht am Baum

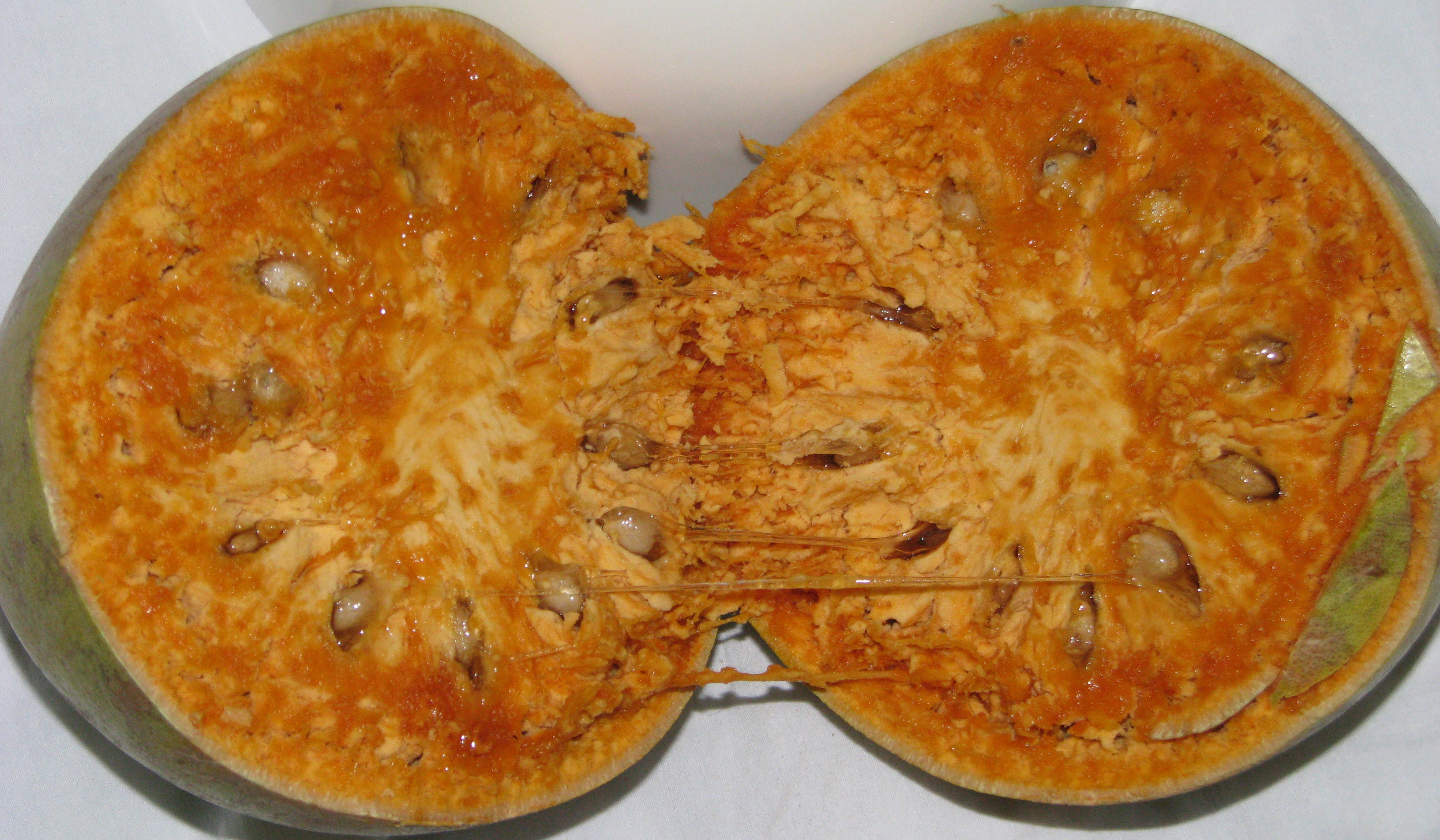
Geöffnete Frucht mit Samen in der Fruchtpulpe

### Erscheinungsbild und Blatt
Limonia acidissima wächst als laubabwerfender, kleiner Baum, der Wuchshöhen von etwa 9 Meter erreicht. Die Borke ist dick und hart.
Die wechselständig und spiralig an den Zweigen angeordneten Laubblätter sind in kurzen Blattstiel und Blattspreite gegliedert. Blattstiel und Blattrhachis sind schmal geflügelt. Die 7,5 bis 12,5 cm lange, dunkel-grünen, ledrigen Blattspreite ist unpaarig gefiedert und die fünf oder sieben Fiederblättchen sind gegenständig an der Blattrhachis angeordnet. Die Fiederblättchen sind bei einer Länge von 25 bis 35 mm und einer Breite von 10 bis 20 mm verkehrt-eiförmig mit glattem oder leicht gekerbtem Rand und gerundetem Ende, das eine Einkerbung besitzt. Die Blätter sind drüsig punktiert und riechen leicht nach Zitronen, wenn sie zerrieben werden. Die Blattachseln sind etwa 15 mm lang bedornt.

### Blütenstand und Blüte
Die Blütezeit reicht in Pakistan von März bis Mai. Es liegt Polygamie vor. jedoch sind die Blüten meist zwittrig. Die Blüten stehen in end- oder seitenständigen, lockeren, rispigen Blütenständen.
Die duftenden Blüten sind radiärsymmetrisch und meist fünf-, selten vier- oder sechszählig mit doppelter Blütenhülle bei einem Durchmesser von etwa 1,25 cm. Die Kelchblätter sind eiförmig. Die matt roten Kronblätter sind ausgebreitet, längliche bis schmal verkehrt-eiförmig oder elliptisch. Es sind zwei Kreise mit fünf oder sechs Staubblättern vorhanden. Die pfriemlichen Staubfäden sind an ihrer Basis behaart. Die sitzende Narbe ist spindelförmig.

### Frucht und Samen
Die Beeren (Panzerbeere) sind bei einem Durchmesser von 5 bis 12,5 cm rund bis oval mit einer harten, holzigen, gräulich-weißen, etwa 6 mm dicken, schorfigen Schale. Der duftende, adstringierende, saure oder süßliche Fruchtpulpe ist braun und mehlig. In der Fruchtpulpe verteilt befinden sich viele, kleine, braune Samen, die wollig behaart sind.

### Chromosomenzahl
Die Chromosomenzahl beträgt 2n = 18.

## Nutzung
Die Fruchtschale wird mit einem Hammer geöffnet. Die Fruchtpulpe wird roh mit oder ohne Zucker gegessen. Man verarbeitet ihn auch mit Kokosmilch oder Palmsirup zu einem Erfrischungsgetränk oder zu Eiscreme. Er wird auch in Chutneys oder Marmeladen verwendet.
Auch die Fruchtschale wird zu kleinen Behältern verarbeitet.
Die unreifen Früchte werden in Indien in der Volksmedizin verwendet. Die adstringierende Wirkung wird beispielsweise gegen Diarrhö und Dysenterie eingesetzt. Blätter, Borke, Wurzeln und Fruchtpülpe werden gegen Schlangenbisse eingesetzt.
Die verriebene Borke wird in Myanmar für Thanaka, ein Kosmetikum, eingesetzt.

## Systematik
Die Gattung Limonia wurde 1762 durch Carl von Linné in Species Plantarum, 2. Auflage, S. 554 aufgestellt. Typusart und einzige Art der Gattung ist Limonia acidissima. Ein Homonym ist Limonia Gaertn. veröffentlicht in Joseph Gaertner: De Fructibus et Seminibus Plantarum ..., Band 1, 1788, S. 278. Ein Synonym für Limonia L. ist Feronia Corrêa. Synonyme für Limonia acidissima L. sind: Feronia elephantum Corrêa, Feronia limonia (L.) Swingle, Schinus limonia L.
Die Gattung Limonia gehört zur Subtribus Citrinae aus der Tribus Aurantieae in der Unterfamilie Aurantioideae innerhalb der Familie der Rutaceae.

## Trivialnamen
Trivialnamen in anderen Sprachen sind:
- Englisch: Wood Apple, Elephant Apple, Monkey Fruit, Curd Fruit
- Oriya: Kaintha
- Telugu: Vellaga Pandu
- Tamil: Vilam Palam (விளாம் பழம்)
- Bengalisch: Koth Bel (কৎ বেল)
- Hindi: Kaitha (कैथा), Kath Bel
- Singhalesisch: Divul
- Marathi: KavaTH (कवठ).
- Sanskrit: Kapittha (कपित्थ)[2], Dadhistha, Surabhicchada, Kapipriya, Dadhi, Puṣpapahala, Dantasātha, Phalasugandhika, Cirapākī, Karabhithū, Kanṭī, Gandhapatra, Grāhiphala, Kaṣāyāmlaphala[8]